# دومای، اندونزی
دومای (اندونزیایی: Dumai) شهری در استان ریائو کشور اندونزی است. جمعیت این شهر بر اساس سرشماری سال ۱۹۹۰ میلادی، ۸۰٫۸۵۹ نفر و بر اساس سرشماری سال ۲۰۰۰ میلادی، ۱۱۹٫۳۱۷ بوده که در سال ۲۰۰۷ میلادی به ۱۵۴٫۳۷۴ نفر افزایش یافته‌است.